# 西钓鱼台站
西钓鱼台站是一个位于中国北京市海淀区八里庄街道与甘家口街道交界蓝靛厂南路、阜成路交叉口，属于北京地铁10号线的地铁车站。10号线车站于2012年12月30日随10号线二期开通投入使用。车站以当地地名西钓鱼台得名。

## 位置
西钓鱼台站地处阜成路（东西向）与蓝靛厂南路（南北向）交会处，在西钓鱼台站北侧10号线由西侧下穿京密引水渠（昆玉河）到河东侧，10号线车站位于跨京密引水渠（南北向）的八里庄桥桥东的立交桥区，沿靛蓝厂南路东侧呈南北向布置。
西钓鱼台站预留与规划中3号线的换乘条件，3号线车站与10号线车站呈“L”形换乘。

## 车站结构

### 车站楼层
10号线和3号线西钓鱼台站均为地下车站；10号线车站地下一层是站厅层，站台位于地下二层，岛式站台设计，采用明挖施工；3号线站台预留结构位于地下三层。
10号线西钓鱼台站装饰突出西钓鱼台地理特征，以“渔舟唱晚”为设计理念，天花板上格栅的排列呈现犹如水波荡漾的水面。
| 地面层          | 出入口                 | A－C出入口                       |
| 地下一层 站厅层 | 站厅                   | 票务服务、自动售票机、一卡通充值 |
| 地下二层 站台层 |                        | █ 10号线内环（慈寿寺）           |
| 地下二层 站台层 | 岛式站台，左側開门     |                                  |
| 地下二层 站台层 | █ 10号线外环（公主坟） |                                  |

## 出入口
西钓鱼台站目前开放A（西北）、C（东南）两个出口。
|                       |            |                                                                                                  |      |                |
| 编号                  | 指示       | 建议前往的目的地                                                                                 | 图片 | 无障碍设施图片 |
| 出口 · A · 升降机标志 | 阜成路     | 阜成路（北侧）、蓝靛厂南路（东侧）、裕惠大厦、北京市经济管理学校、银都大厦、北京市地质工程勘察院 |      |                |
| 出口 · C              | 蓝靛厂南路 | 蓝靛厂南路（东侧）、阜成路（南侧）、空军特色医学中心、裕龙国际酒店                               |      | 不適用         |
| 註： 設有             |            |                                                                                                  |      |                |